# Leonardo Ramos
Leonardo Ramos (sinh ngày 21 tháng 8 năm 1989) là một cầu thủ bóng đá người Argentina.

## Sự nghiệp câu lạc bộ
Leonardo Ramos đã từng chơi cho Renofa Yamaguchi FC.